# Anatoly Solovyev
Anatoly Yakovlevich Solovyev (em russo:  Анатолий Яковлевич Соловьёв) (Riga, 16 de janeiro de 1948) é um ex-Astronauta e coronel da força aérea soviética e russa, recordista de caminhadas no espaço – 16 – e de tempo passado fora das naves em órbita – 82 horas.
Graduado pela Escola de Aviação Militar em 1972, ele serviu por quatro anos como piloto e comandante de esquadrão até entrar para o curso de preparação de astronautas no Centro de Treinos de Astronautas Yuri Gagarin, na Cidade das Estrelas, próximo a Moscovo. Completando o curso em 1979, passou os anos seguintes em treinos no grupo selecionado para missões nas naves Soyuz T e para estadias de longa duração nas estações Salyut e Mir. Em julho de 1987, foi comandante-reserva da expedição russa que transportou um sírio até a Mir, a Soyuz TM-3, parte do programa político-espacial Intercosmos.
Seu primeiro vôo espacial foi em junho 1988, a Soyuz TM-5, em que foi o comandante e que durou nove dias, levando ao espaço, além dele, os astronautas Viktor Savinykh e Aleksandr Aleksandrov, este o segundo búlgaro no espaço, também integrante do programa Intercosmos e o primeiro a entrar numa estação orbital.
Em sua segunda missão, entre fevereiro e agosto de 1990, o coronel participou da tripulação permanente da Mir, passando 179 dias no espaço, levado para lá pela Soyuz TM-9. Durante a 'Fase Um' do Programa Mir-ônibus espacial, realizado pelos Estados Unidos e pela Rússia nos anos 90, ele foi o primeiro comandante da tripulação reserva da expedição Mir-18. Em junho de 1995, tornou-se parte efetiva no programa ao regressar ao espaço, desta vez na Atlantis STS-71, e como tripulante da Mir-19, cumprindo 75 dias de missão na estação e voltando na Soyuz TM-21.
Seu último voo foi também o de mais longa permanência em órbita. Como comandante da Soyuz TM-26, ele voou até a Mir em dupla com Pavel Vinogradov para uma permanência recorde de 197 dias, entre agosto de 1997 e fevereiro de 1998. Suas cinco missões, três delas de longa duração, lhe deram o recorde de caminhadas no espaço e o maior número de horas passadas nelas.
Solovyev foi condecorado como Herói da União Soviética, com a Ordem de Lenin e, após passar à reserva na carreira militar e como astronauta, mora atualmente com a família na Cidade das Estrelas.